# مقاطعة نوفي يتشين
مقاطعة نوفي يتشين (بالتشيكية: Okres Nový Jičín)‏ هي مقاطعة (أوكريس) في إقليم مورافيا-سيليزيا في جمهورية التشيك.
عاصمة هذه المقاطعة هي نوفي يتشين.

## اقرأ أيضاً
- مقاطعات جمهورية التشيك